# Amauroderma leucosporum
Amauroderma leucosporum är en svampart som beskrevs av Corner 1983. Amauroderma leucosporum ingår i släktet Amauroderma och familjen Ganodermataceae.   Inga underarter finns listade i Catalogue of Life.